# Thiago Quirino
Kosuke Yoshii (吉井 孝輔 Yoshii Kōsuke, sinh ngày 19 tháng 3 năm 1986 ở Aira, Kagoshima) là một cầu thủ bóng đá người Nhật Bản thi đấu cho Kagoshima United FC.

## Thống kê sự nghiệp câu lạc bộ
Cập nhật đến ngày 23 tháng 2 năm 2017.
| Thành tích câu lạc bộ | Thành tích câu lạc bộ | Thành tích câu lạc bộ | Giải vô địch | Giải vô địch | Cúp                   | Cúp                   | Cúp Liên đoàn | Cúp Liên đoàn | Tổng cộng | Tổng cộng |
| Mùa giải              | Câu lạc bộ            | Giải vô địch          | Số trận      | Bàn thắng    | Số trận               | Bàn thắng             | Số trận       | Bàn thắng     | Số trận   | Bàn thắng |
| Nhật Bản              | Nhật Bản              | Nhật Bản              | Giải vô địch | Giải vô địch | Cúp Hoàng đế Nhật Bản | Cúp Hoàng đế Nhật Bản | Cúp Liên đoàn | Cúp Liên đoàn | Tổng cộng | Tổng cộng |
| --------------------- | --------------------- | --------------------- | ------------ | ------------ | --------------------- | --------------------- | ------------- | ------------- | --------- | --------- |
| 2004                  | Shonan Bellmare       | J2 League             | 5            | 0            | -                     | -                     | 0             | 0             | 5         | 0         |
| 2005                  | Shonan Bellmare       | J2 League             | 0            | 0            | 0                     | 0                     | -             | -             | 0         | 0         |
| 2006                  | Shonan Bellmare       | J2 League             | 2            | 0            | -                     | -                     | -             | -             | 2         | 0         |
| 2006                  | Rosso Kumamoto        | JFL                   | 4            | 0            | 0                     | 0                     | -             | -             | 4         | 0         |
| 2007                  | Rosso Kumamoto        | JFL                   | 26           | 2            | 1                     | 0                     | -             | -             | 27        | 2         |
| 2008                  | Roasso Kumamoto       | J2 League             | 29           | 1            | 0                     | 0                     | -             | -             | 29        | 1         |
| 2009                  | Roasso Kumamoto       | J2 League             | 29           | 5            | 1                     | 1                     | -             | -             | 30        | 6         |
| 2010                  | Roasso Kumamoto       | J2 League             | 35           | 0            | 1                     | 0                     | -             | -             | 36        | 0         |
| 2011                  | Roasso Kumamoto       | J2 League             | 20           | 1            | 0                     | 0                     | -             | -             | 20        | 1         |
| 2012                  | Roasso Kumamoto       | J2 League             | 29           | 1            | 2                     | 0                     | -             | -             | 31        | 1         |
| 2013                  | Roasso Kumamoto       | J2 League             | 34           | 1            | 1                     | 0                     | -             | -             | 35        | 1         |
| 2014                  | Roasso Kumamoto       | J2 League             | 3            | 0            | 0                     | 0                     | -             | -             | 3         | 0         |
| 2016                  | Kagoshima United FC   | J3 League             | 15           | 1            | –                     | –                     | –             | –             | 15        | 1         |
| Tổng cộng sự nghiệp   | Tổng cộng sự nghiệp   | Tổng cộng sự nghiệp   | 231          | 12           | 6                     | 1                     | 0             | 0             | 237       | 13        |